# Einige Tage mit mir
Einige Tage mit mir ist eine französische Literaturverfilmung von Claude Sautet aus dem Jahr 1988. Sie basiert auf einem Roman von Jean-François Josselin.

## Handlung
Nach einem längeren Aufenthalt in einer Psychiatrie findet der gemütskranke Geschäftsmann Martial Pasquier wieder langsam ins Leben zurück. Er ist Mitinhaber einer Kaufhauskette, die neben dem Stammsitz in Paris zahlreiche Filialen in der Provinz hat. Privat läuft es weniger gut, existiert seine Vernunftehe doch nur noch auf dem Papier. Längst lebt seine Frau Lucie in einer Beziehung mit dem in der Firma angestellten Paul, was Martial jedoch gleichgültig hinnimmt. Von der Geschäftsführung, darunter seiner Mutter, wird Martial kritisch beäugt, da die meisten glauben, dass er nicht geheilt ist. Als er kurz nach der Entlassung aus der Klinik wieder an einer Aufsichtsratssitzung teilnimmt, wird er als Inspizient in fünf unrentable Filialen in der Provinz geschickt, da diese lange nicht überprüft wurden. Er stimmt dem emotionslos zu und beginnt seine Tour in Limoges.
Vor Ort wird er von Filialleiter Raoul Fonfrin demütig empfangen, was sich bald als Heuchelei herausstellt. Dass Martial die Kassenbücher der letzten Monate einsehen will, lässt Fonfrin besonders gereizt werden, hat er doch Gelder unterschlagen. Dennoch lädt er Martial zu einem Abendessen mit seiner Frau und Freunden ein. Das Abendessen vergeht über oberflächlichem Geplauder, das Martial auf Nachfrage auch als solches bezeichnet. Dennoch ist niemand peinlich berührt. Weil er für die Nacht keine Unterkunft hat, lässt Madame Fonfrin Martial ein Zimmer in ihrem Haus herrichten. Hier lernt Martial auch das Hausmädchen der Familie, Francine, kennen. Am nächsten Tag sind die Fonfrins wiederum erleichtert, dass Martial abreisen will, doch bleibt er in der Stadt. Er mietet sich für drei Monate eine herrschaftliche Wohnung und lädt Francine ein. Nachdem beide die Nacht beieinander verbracht haben, kündigt Francine auf Martials Betreiben hin ihre Stelle bei den Fonfrins. Stattdessen lebt sie mit Martial zusammen, der ihr erlesene Kleider kauft und für ihre Freunde eine Party gibt. Ihrem Freund Fernand, mit dem Martial und Francine fortan eine Dreiecksbeziehung führen, kann er sogar eine Arbeit in Fonfrins Kaufhaus verschaffen. Gleichzeitig setzt er die Prüfung der Kassenbücher fort, bis Fonfrin ihm gesteht, Gelder in Millionenhöhe unterschlagen zu haben.
Martials soziales Experiment, bei dem er selbst einen Teil seiner krankhaften Gleichgültigkeit ablegt, wird abgebrochen, als er telefonisch erfährt, dass es seiner Mutter schlecht geht. Am nächsten Tag reist er zurück nach Paris, wo er erkennen muss, dass alles nur ein Trick seiner Mutter, der Berater und Ärzte war, um ihn aus Limoges zu holen. Martial ordnet sein Leben neu: Er trennt sich von seiner Frau Lucie und geht sämtliche Kassenbücher der Firma durch. Es zeigt sich, dass Geschäftsführer Bassompierre, der der Geliebte von Martials Mutter ist, seit Jahren in die eigene Tasche gewirtschaftet hat. Martial entlässt ihn und setzt als Nachfolger Paul, den Freund seiner Frau, ein. Er selbst kündigt an, seine Anteile an der Firma aufzugeben. Er kehrt nach Limoges zurück und lässt sich mit der Hilfe von Fonfrin dort nieder. Francine hat inzwischen Fernand verlassen und lebt mit dem eifersüchtigen Kneipier Rocky zusammen. Sowohl Martial als auch Fernand sind tief betrübt über diese Entscheidung.
Eines Tages treffen sich alle Freunde in Rockys Kneipe, in der Francine als Kellnerin arbeitet. Als Rocky Wein holen geht, wird er von Fernand erstochen. Martial kommt kurze Zeit später dazu und überzeugt Fernand, zu fliehen und ihm das Messer zu geben. Martial wird gemäß seiner Krankengeschichte für nicht zurechnungsfähig erklärt und erneut in die Psychiatrie eingewiesen.

## Produktion
Einige Tage mit mir wurde in Limoges, Melun und Taverny gedreht. Der Film lief am 24. August 1988 in Frankreich an und kam am 10. August 1989 auch in die deutschen Kinos. Ab 7. Mai 1990 war er auf Video erhältlich.

## Synchronisation
| Rolle            | Darsteller           | Synchronsprecher  |
| ---------------- | -------------------- | ----------------- |
| Martial Pasquier | Daniel Auteuil       | Gudo Hoegel       |
| Francine         | Sandrine Bonnaire    | Bettina Spier     |
| Susanne Pasquier | Danielle Darrieux    | Ursula Traun      |
| Raoul Fonfrin    | Jean-Pierre Marielle | Reinhard Glemnitz |
| Dr. Appert       | Jean-Louis Richard   | Michael Habeck    |

## Kritik
Für den film-dienst war Einige Tage mit mir eine „durch intelligente Dialoge und leisen Humor gekennzeichnete melancholische Komödie, sorgfältig inszeniert und ausgezeichnet gespielt.“ Cinema befand, dass Regisseur Sautet mit dem Film „das Bürgertum ab[watscht]. Sein melancholisch-tragischer Film glänzt mit geschliffenen Dialogen und subtil agierenden Darstellern.“

## Auszeichnungen
Claude Sautet wurde für Einige Tage mit mir 1988 auf dem Chicago International Film Festival für den Gold Hugo in der Kategorie Bester Langfilm nominiert.
Der Film erhielt 1989 drei César-Nominierungen: Daniel Auteuil wurde in der Kategorie Bester Hauptdarsteller für den Preis nominiert, Jean-Pierre Marielle in der Kategorie Bester Nebendarsteller und Dominique Lavanant als Beste Nebendarstellerin.